# Coenosia pauli
Coenosia pauli este o specie de muște din genul Coenosia, familia Muscidae, descrisă de Adrian C. Pont în anul 2001.
Este endemică în Insulele Canare. Conform Catalogue of Life specia Coenosia pauli nu are subspecii cunoscute.